# Sencha

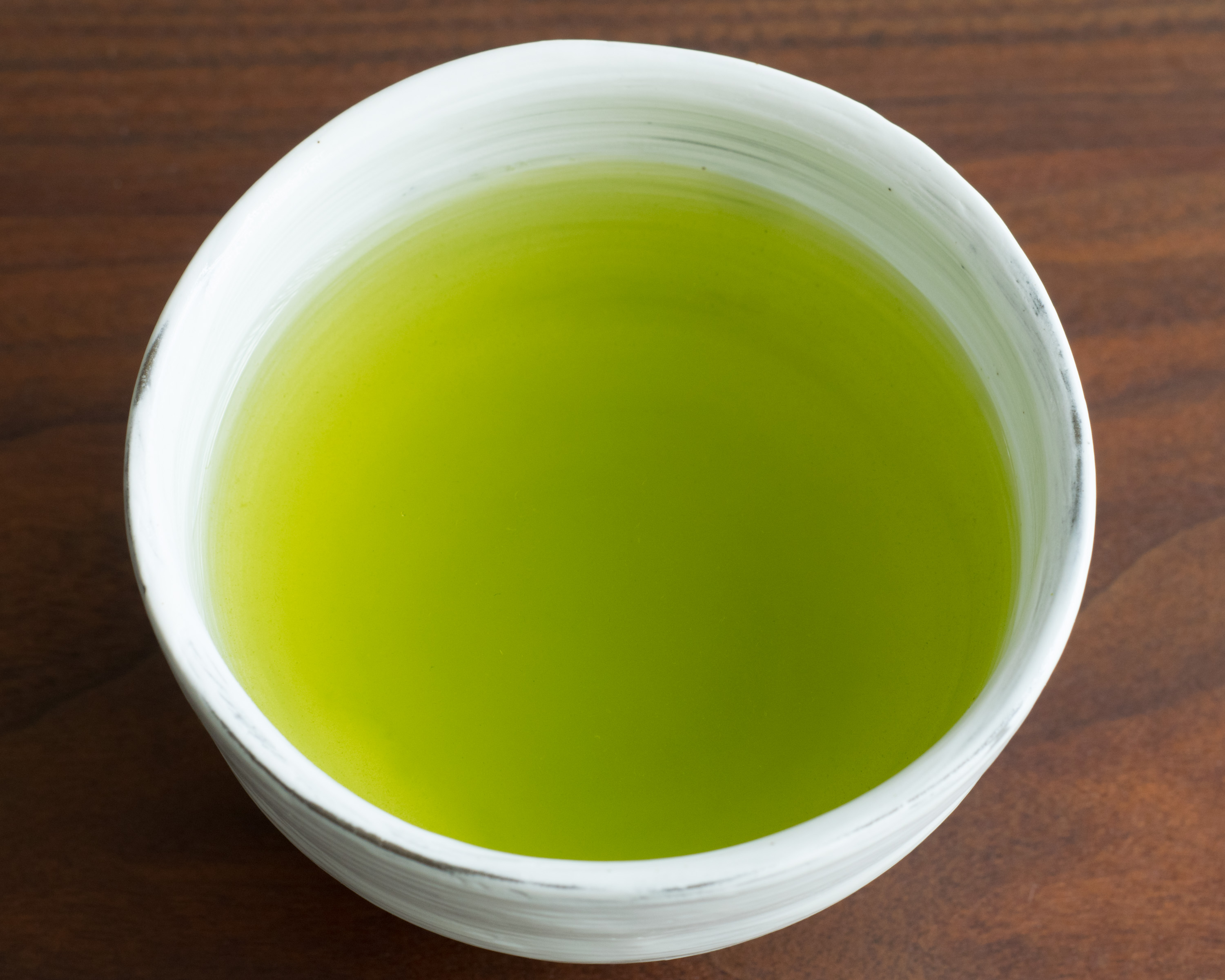
Các loại trà hấp như sencha tạo ra một loại dung dịch có màu hơi đục và đậm đà.

Sencha (煎茶 (tiễn trà)) là một loại ryokucha (緑茶 (lục trà)) của Nhật Bản, được chế biến bằng cách hãm lá trà đã chế biến trong nước nóng. Điều này trái với matcha (抹茶 (mạt trà)), loại trà xanh dạng bột của Nhật Bản, nơi mà bột trà xanh được hoà vào nước nóng, và do đó bản thân lá trà cũng có trong thức uống. Sencha là loại trà phổ biến nhất ở Nhật Bản.

## Tổng quan
Trong số các loại trà xanh Nhật Bản được pha chế bằng cách hãm trà, "sencha" được phân biệt với các loại đặc biệt như gyokuro và bancha. Đây là loại trà phổ biến nhất ở Nhật Bản, chiếm khoảng 80% sản lượng trà được sản xuất tại Nhật Bản.
Hương vị phụ thuộc vào mùa và nơi sản xuất, nhưng shincha, hay "trà mới" từ đợt ra lá đầu tiên trong năm của cây trà, được coi là ngon nhất. Quá trình hái trà ở Nhật Bản bắt đầu sớm nhất ở vùng phía Nam, dần dần chuyển sang vùng phía Bắc với sự ấm áp của mùa xuân. Trong suốt mùa đông, các cây trà dự trữ chất dinh dưỡng, và những lá mới mọc lên vào mùa xuân chứa chất dinh dưỡng được tập trung nhiều nhất. Shincha đại diện cho những đợt lá trà mới này. Mùa shincha, tùy thuộc vào khu vực trồng trọt, bắt đầu từ đầu tháng 4 tới đầu tháng 5, đặc biệt là ngày thứ 88, sau ngày Setsubun, thường rơi vào khoảng ngày 4 tháng 2, một ngày giữa mùa theo truyền thống được coi là bắt đầu mùa xuân ở Nhật Bản. Setsubun hay tiết lập xuân là sự khởi đầu của Can Chi trong năm; do đó, bằng cách uống sencha người ta có thể hưởng thụ một năm với sức khoẻ tốt lành.
Màu sắc lý tưởng của thức uống sencha là màu vàng lục. Tùy thuộc vào nhiệt độ của loại nước mà nó được hãm, hương vị sẽ khác biệt, bổ sung thêm sự hấp dẫn của sencha. Với nước tương đối ôn hoà hơn, nó tương đối êm dịu; với nước nóng, nó sẽ có vị se nhiều hơn. Các loại trà không nghiền được du nhập từ Trung Quốc theo sau matcha (抹茶, trà xanh nghiền bột). Một số loại trà toả ra khi ngâm trà có giống với màu xanh của lá thực vật ở mùi hương, vẻ ngoài và hương vị.
Quy trình sản xuất chè mà theo đó sencha và các loại ryokucha (緑茶, trà xanh) Nhật Bản khác được tạo ra khác với trà xanh Trung Quốc, có đặc điểm ban đầu là được sao trên chảo gang. Trà xanh Nhật Bản đầu tiên được hấp từ 15–20 giây để ngăn sự oxi hoá lá trà. Sau đó, lá được cuộn lại, tạo hình và sấy khô. Bước này tạo ra dạng hình trụ mỏng theo phong tục của loại trà này. Cuối cùng, lá được sắp xếp và chia thành các nhóm có chất lượng khác nhau.
Bước hấp trà ban đầu tạo ra sự khác biệt về mùi vị giữa trà xanh Trung Quốc và Nhật Bản, với trà xanh Nhật Bản có nhiều hương vị của thực vật, gần như vị cỏ (một vài loại có hương vị của rong biển). Quá trình hãm trà của sencha và các loại trà xanh được hấp khác (giống như các loại trà xanh phổ biến nhất của Nhật) cũng có màu xanh hơn và vị hơi đắng hơn các loại trà xanh theo phong cách Trung Quốc.

## Các loại trà
- Jô Sencha (上煎茶 (thượng tiễn trà)?), sencha thượng phẩm
- Toku Jô Sencha (特上煎茶 (đặc thượng tiễn trà)?), sencha thượng phẩm đặc biệt
- Hachijuhachiya Sencha (八十八夜 (bát thập bát dạ)?), sencha thu hoạch sau 88 ngày (và đêm) sau khi mùa xuân bắt đầu (lập xuân)
- Kabuse Sencha hoặc Kabusecha (かぶせ茶), sencha được phủ bóng râm
- Asamushi (浅蒸し), sencha được hấp nhẹ
- Chumushi, trà được hấp vừa phải (30-90 giây)
- Fukamushi hoặc fukamushicha (深蒸し), sencha được hấp kĩ - 1–2 phút
- Shincha (新茶 (tân trà)?) hoặc Ichibancha (一番茶 (nhất phiên trà)?), sencha từ lá hái đợt đầu tiên trong năm[6]

## Shincha

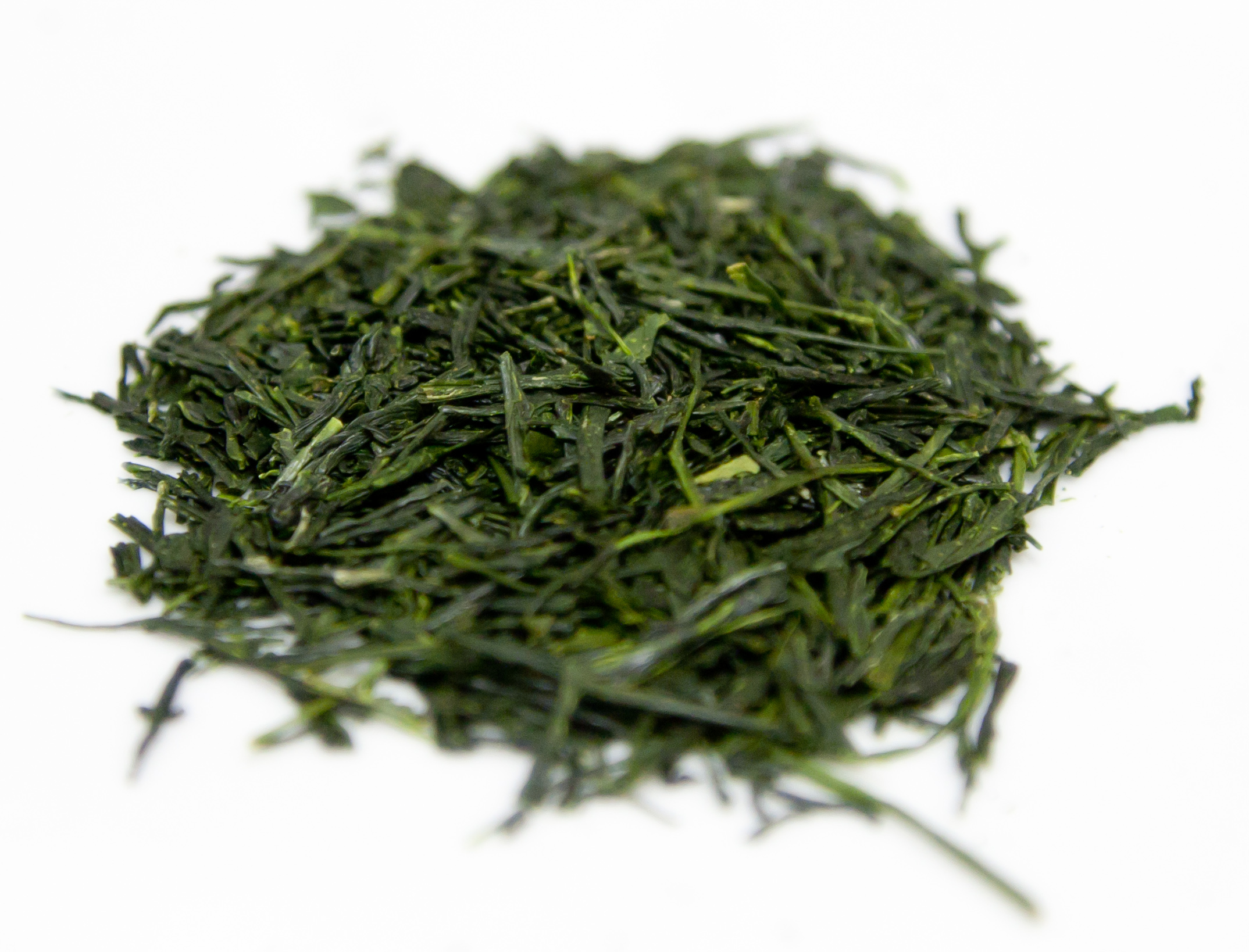
Lá trà shincha

Shincha (新茶 (tân trà)), "trà mới", đại diện cho mùa thu hoạch đầu tiên của sencha. Về cơ bản, nó cũng giống như ichibancha (一番茶 (nhất phiên trà)), "trà hái đợt đầu tiên," và được đặc trưng bởi hương thơm và vị ngọt tươi mát của nó.  "Ichibancha" phân biệt "shincha" với cả "nibancha" ("trà hái đợt thứ hai") và "sanbancha" ("trà hái đợt thứ ba"). Việc sử dụng thuật ngữ "shincha" làm rõ rằng trà này là đợt đầu tiên của năm, là loại trà đầu tiên của mùa thu hoạch trà. Thuật ngữ đối nghịch là kocha (古茶 (cổ trà)), hoặc "trà cũ," có nghĩa là chè còn lại từ năm trước. Bên cạnh mùi thơm tươi mới của lá non, shincha  có đặc điểm là hàm lượng catechin tạo vị đắng và caffeine tương đối thấp, và hàm lượng amino acid tương đối cao.  Shincha chỉ có trong một khoảng thời gian giới hạn. Loạt trà sớm nhất, từ phía Nam Nhật Bản, xuất hiện trên thị trường từ cuối tháng 4 đến tháng 5. Loại trà này phổ biến ở Nhật Bản, nhưng chỉ có một số lượng hạn chế ở bên ngoài Nhật Bản. Nó được đánh giá cao về hàm lượng vitamin cao, vị ngọt và hương vị cỏ với mùi thơm của nhựa từ lá trà và vị se thoang thoảng.

## Kabusecha
Kabusecha (冠茶 (quan trà)) là loại sencha trồng trong bóng mát để làm tăng vị ngọt và dịu đi vị của các amino acid, như theanine. Khoảng một tuần trước khi chồi lá trà được hái vào mùa xuân, khu vực trồng được phủ một tấm màn để loại bỏ ánh sáng mặt trời trực tiếp. Quá trình phủ bóng này tạo ra một loại trà có vị dịu hơn so với loại sencha tiêu chuẩn. Loại trà được phủ bóng có tên gyokuro khác với kabusecha vì nó được che bóng trong khoảng thời gian dài hơn: khoảng 20 ngày.
Các tấm lưới đặc biệt (kabuse) được treo trên cây để có được bóng phủ tự nhiên mà không chặn hoàn toàn ánh sáng mặt trời. Kabusecha sencha có mùi vị thơm ngon và màu sắc tinh tế hơn so với sencha được trồng với ánh nắng trực tiếp.

## Tiên trà đạo
Senchadō (Đạo thưởng thức sencha):
Cũng giống như nghệ thuật trang trọng xung quanh matcha, có một loại nghệ thuật trang trọng xung quanh sencha, được phân biệt là (senchadō (煎茶道 (tiễn trà đạo)), nhưng nói chung nó có liên quan đến lớp cao cấp gyokuro của sencha.